# Doaプロダクション
株式会社Doaプロダクション（ディーオーエー プロダクション）はかつて存在した日本の芸能事務所。主に声優のマネージメントを行っていた。

## 概要
株式会社DOAの一部門である。2004年9月からプロダクション業務を開始。付属の声優養成所として、The・声優塾がある。
The・声優塾は後援会社であるシグマ・セブンの実質的養成所であり、シグマ・セブンに卒業生を多数輩出している。
2010年3月31日をもって声優のマネージメントは終了した。The・声優塾は同年4月1日より、シグマ・セブン附属養成所となり、西田紘二や芦澤亜希子など、所属していた大半の声優はシグマ・セブンeに移籍した。

## かつて所属していた主な声優

### 男性
- 飛鳥井豊
- 斉藤隆史（現所属：シグマ・セブン）
- 坂巻亮侑
- 鈴木卓朗（現所属：シグマ・セブン）
- 津山博
- 西田紘二（現所属：シグマ・セブン）
- 野島裕史（現所属：青二プロダクション）
- 山口キヨヒロ（現所属：エスエスピー）

### 女性
- 芦澤亜希子（現所属：シグマ・セブン）
- 金丸由奈（現所属：マック・ミック）
- 栗山桃実
- 小谷直子（現所属：シグマ・セブン）
- 小芭美（現所属：オフィス海風）
- 近藤奈保
- 咲乃藍里（現所属：ぷろだくしょんバオバブ）
- 杉山滋美（現所属：マック・ミック）
- 高田みほ（現所属：シグマ・セブン）
- 津野しの（現所属：シグマ・セブン）
- 東城未来（現所属：シグマ・セブン）
- 中田愛乃